# Lijst van voormalige namen van plaatsen
Sommige toponiemen hebben in de loop van de tijd een andere naam gekregen. Hieronder een lijst:

## Democratische Republiek Congo
- Kinshasa tot 1966: Leopoldville
- Kisangani tot 1966: Stanleyville
- Lubumbashi tot 1965: Elisabethville

## Estland
- Tallinn - Reval tot begin 20e eeuw

## Finland
- Helsinki - Helsingfors (oude Zweedse naam)

## Indonesië
- Zie: Lijst van Nederlandse topografische namen in Indonesië

## Kazachstan
- Almaty - in Sovjet-tijd was de naam officieel Alma-Ata. Onder de tsaren was het bekend als Verny.

## Kroatië
- Buzet - Pinguente
- Dubrovnik - Ragusa
- Labin - Albona
- Novigrad - Cittanova
- Poreč - Parenzo
- Pula - Pola
- Rovinj - Rovigno
- Split - Spalato
- Vodnjan - Dignano
- Zadar - Zara

## Letland
- Liepāja - Libau
- Ventspils - Windau

## Litouwen
- Klaipėda - Memel

## Mozambique
- Maputo tot 1975 Lourenço Marques

## Nederland
- De Cocksdorp was Nieuwdorp
- Den Helder was Nieuwe Diep
- Eemsmond tot 1992 Hefshuizen
- Hoofddorp tot 1868 Kruisdorp
- Nieuw-Vennep tot 1868 Venneperdorp
- Nieuwegein tot 1 juli 1971 Vreeswijk en Jutphaas
- Bad Nieuweschans tot 1 april 2009 Nieuweschans

## Noorwegen
- Oslo tot 1925 Christiania

## Polen
- Zie: Lijst van Duitse namen van plaatsen in Polen

## Rusland (Oblast Kaliningrad/Oost-Pruisen)
- Zie: Lijst van Duitse namen van plaatsen in de Oblast Kaliningrad

## Slowakije
- Bratislava tot 1919: Slowaaks: Prešporok; Hongaars: Pozsony; Duits: Preßburg

## Tsjaad
- Ndjamena tot 1973: Fort Lamy

## Tsjechië
- Zie: Lijst van Duitse namen van plaatsen in Tsjechië

## Turkije
- Edirne - tot 1923 Adrianopel
- Istanboel tot 1930 Constantinopel
- İzmir - tot 1922 Smyrna
- Manisa - in de oudheid Magnesia

## Zimbabwe
- Harare - tot 1982 Salisbury

## Zuid-Afrika
- Bhisho - tot 2004 Bisho
- eMgwenya - tot 2010 Waterval Boven
- Kamatsamo - tot 2005 Schoemansdal
- Lephalale - tot 2002 Ellisras
- Malalane - tot 2007 Malelane
- Mashishing - tot 2006 Lydenburg
- Mbombela - tot 2009 Nelspruit
- Musina - tot 2003 Messina
- Modimolle - tot 2002 Nylstroom
- Modjadjiskloof - tot 2004 Duiwelskloof
- Mokopane - tot 2003 Potgietersrus
- Mookgophong - tot 2006 Naboomspruit
- Mthatha - tot 2004 Umtata
- Polokwane - tot 2002 Pietersburg
- Sophiatown - tot 2006 Triomf
- Mkhondo - tot 2010 Piet Retief

## Vernoemingen naar machthebbers
- Lijst van plaatsen die onder de communisten een andere naam kregen

## Overige namen
| huidige naam | voormalige naam |
| Brussel      | Broekzele       |
| Jeruzalem    | Jebus           |
| Karakol      | Przewalsk       |
| Konya        | Iconium         |
| New York     | Nieuw-Amsterdam |
| Nijmegen     | Noviomagus      |
| Parijs       | Lutetia         |
| Tecklenburg  | Tekelenburg     |
| Tokio        | Edo             |